# Пророчества Жанны д'Арк

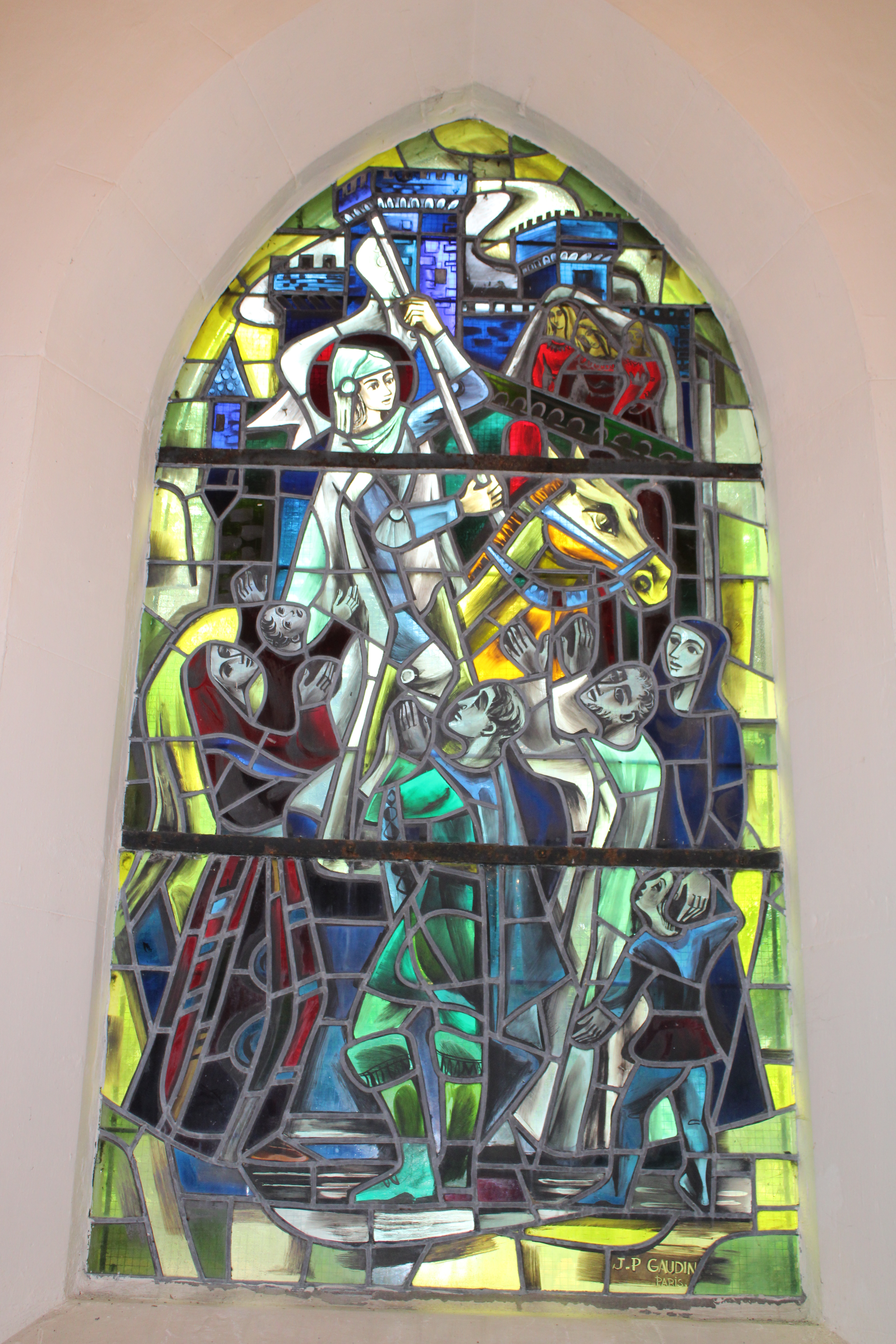
Жанна д'Арк со своим знаменем. Современный витраж в церкви Сен-Реми (Домреми)

Пророчества Жанны д’Арк — предсказания, сделанные героиней Столетней войны Жанной д’Арк в отношении своей судьбы, хода военных действий и исхода войны между Францией и Англией, будущего королевства Франция. Вопрос о пророчествах Жанны, их количестве и содержании — один из дискуссионных моментов иоаннистики.

## История
Из документов и произведений, современных событиям, известны несколько пророчеств, либо подлинных, либо приписываемых Жанне д’Арк. Исследователи насчитывают различное количество пророчеств, их содержание трактуется по-разному.
По мнению Жюля Кишра, Жанна сделала четыре пророчества, которые составляли её миссию: о снятии осады Орлеана, коронации Карла VII, изгнании англичан из Франции и освобождении из плена герцога Орлеанского. Кишра отмечает, что исполнить Жанне удалось только два (освобождение Орлеана и коронация Карла) из четырёх пунктов своей миссии. Также четыре пророчества с тем же содержанием насчитывает Режин Перну. Колетт Бон говорит о трёх пунктах программы Жанны: снятие осады Орлеана, возвращение Карлу его королевства и изгнание англичан.
Военный историк Филипп Контамин коснулся проблемы бытования различных редакций предсказаний Жанны. Исходя из того, что личность Жанны сразу же после её появления на политической сцене стала объектом «мифологизации», он считает, что необходимо отделять историю подлинного, реально существовавшего человека (Жанны) и её восприятия в качестве «легендарного персонажа». По мнению Контамина, окружение короля видело в Жанне человека, способного повести за собой армию, и не принимало в расчёт её пророческий дар. Это обстоятельство стало причиной того, что сведения о её предсказаниях столь разноречивы — советники Карла искали в её словах лишь указание на ведение военных действий, возможно, исходящее от кого-то другого.

## Комментарии
1. ↑  Плененный в битве при Азенкуре (1415), он провёл в Англии двадцать пять лет.